# San Marino en los Juegos Olímpicos de Sochi 2014
San Marino estuvo representado en los Juegos Olímpicos de Sochi 2014 por dos deportistas, un hombre y una mujer, que compitieron en esquí alpino.
El portador de la bandera en la ceremonia de apertura fue el esquiador alpino Vincenzo Michelotti. El equipo olímpico sanmarinense no obtuvo ninguna medalla en estos Juegos.